# Morón (município)
Morón é um partido (município) da província de Buenos Aires, na Argentina. Possuía, de acordo com estimativa de 2019, 319.138 habitantes.